# Relación de indeterminación de Heisenberg

Gráfico explicativo del principio de Indeterminación de Heisenberg: Un intento de determinar la posición de un electrón (círculo azul) mediante un fotón (línea roja) de longitud de onda corta, ocasionará perturbaciones al momento lineal del electrón.

En mecánica cuántica, la relación de indeterminación de Heisenberg o principio de incertidumbre establece la imposibilidad de que  determinados pares de magnitudes físicas observables y complementarias sean conocidas con precisión arbitraria. Sucintamente, afirma que no se puede determinar el valor simultáneamente de ciertos pares de variables físicas con precisión arbitrariamente grande, como por ejemplo la posición y el momento lineal (cantidad de movimiento) de un objeto dado. En otras palabras, cuanta mayor certeza se busca en determinar la posición de una partícula, menos se conoce su momento lineal y, por tanto, su masa y velocidad. Este principio fue enunciado por el físico teórico alemán Werner Heisenberg en 1927.
Existe cierta confusión conceptual  que tiende a asumir que la indeterminación es consecuencia del procedimiento experimental a la hora de medir propiedades físicas. Sin embargo, lo que el principio de indeterminación afirma es que las propiedades de la partícula se encuentran en estado de superposición y, por tanto, tienen atribuidos a la vez diferentes valores de posición y de momento lineal, no existiendo estados físicamente posibles con valores bien definidos de posición y momento.
El principio de indeterminación tiene un análogo clásico solo para el movimiento ondulatorio aunque dicho principio no se aplica a partículas localizadas. Eso define una de las diferencias fundamentales entre física clásica y física cuántica. Desde un punto de vista lógico es una consecuencia de axiomas corrientes de la mecánica cuántica y por tanto estrictamente se deduce de los mismos.

## Explicación cualitativa del principio de indeterminación
La explicación «divulgativa» del principio de indeterminación afirma que las variables dinámicas como posición, momento angular, momento lineal, etc. se definen de manera operacional, esto es, en términos relativos al procedimiento experimental por medio del cual son medidas: la posición y el momento se definirán con respecto a un sistema de referencia determinado, definiendo el instrumento de medida empleado y el modo en que tal instrumento se usa, por ejemplo, midiendo con una regla la distancia que hay de tal punto a las referencias.
Sin embargo, cuando se examinan los procedimientos experimentales para determinar las variables físicas parece que la medida siempre acabaría perturbada. En efecto, si consideramos una medida de la posición y el momento lineal de un electrón, para realizar la medida (para poder «ver» de algún modo el electrón) es necesario que un fotón de luz choque con el electrón, con lo cual está modificando su posición y velocidad; es decir, por el mismo hecho de realizar la medida, el experimentador modifica los datos de algún modo, introduciendo un error que es imposible de reducir a cero, por muy perfectos que sean nuestros instrumentos. Nótese que si la posición se mide, determinando la perturbación que genera la partícula en el campo gravitacional que le rodea, puede reducirse el error a cero. Debido a que toda partícula es afectada en diferentes medidas por los campos generadas por otras.
Esta descripción cualitativa del principio, sin ser totalmente incorrecta, es engañosa en tanto que omite el principal aspecto del principio de indeterminación: el principio de indeterminación establece el límite de aplicabilidad de la física clásica. El argumento de que una medida de la posición perturbaría al momento lineal o viceversa, en cierto modo, sería aplicable a la mecánica clásica, donde realmente el principio de incertidumbre no es aplicable. El principio de incertidumbre es más profundo de lo que el argumento de las pertrubaciones del proceso de medición sugiere. En física clásica se conciben los sistemas físicos como descritos por medio de variables perfectamente definidas en el tiempo (velocidad, posición,...) y que en principio pueden conocerse con la precisión que se desee. Este no es el caso en mecánica cuántica, como muestra el teorema de imposibilidad de Kochen y Specker, que afirma que antes de la medición las variables no tienen un valor determinado y prefijado. Es más, aunque en la práctica resultara imposible determinar la posición de una partícula con una precisión arbitrariamente grande, la física clásica concibe tal precisión como alcanzable: es posible y perfectamente concebible afirmar que tal o cual partícula. En cambio, el principio de indeterminación, al afirmar que existe un límite fundamental a la precisión de la medida, en realidad está indicando que si un sistema físico real se describe en términos de la física clásica, entonces se está haciendo una aproximación, y la relación de incertidumbre nos indica la calidad de esa aproximación.

### Carácter anti-intuitivo del principio
Por motivos culturales y educativos, las personas se suelen enfrentar al principio de incertidumbre por primera vez estando condicionadas por el determinismo de la física clásica. En ella, la posición {\displaystyle x} de una partícula puede ser definida como una función continua en el tiempo, {\displaystyle x=x(t)}. Si la masa de esa partícula es {\displaystyle m} y se mueve a velocidades suficientemente inferiores a la de la luz, entonces el momento lineal de la partícula se define como masa por velocidad, siendo la velocidad la primera derivada en el tiempo de la posición: {\displaystyle p=m{\frac {dx}{dt}}}.
Dicho esto, atendiendo a la explicación habitual del principio de incertidumbre, podría resultar tentador creer que la relación de incertidumbre simplemente establece una limitación sobre nuestra capacidad de medida que nos impide conocer con precisión arbitraria la posición inicial {\displaystyle x(0)} y el momento lineal inicial {\displaystyle p(0)} . Ocurre que si pudiéramos conocer {\displaystyle x(0)}  y {\displaystyle p(0)} , entonces la física clásica nos ofrecería la posición y la velocidad de la partícula en cualquier otro instante; la solución general de las ecuaciones de movimiento dependerá invariablemente de {\displaystyle x(0)}  y {\displaystyle p(0)} . Esto es, resolver las ecuaciones del movimiento lleva a una familia o conjunto de trayectorias dependientes de {\displaystyle x(0)}  y {\displaystyle p(0)} ; según qué valor tomen {\displaystyle x(0)}  y {\displaystyle p(0)} , se tendrá una trayectoria dentro de esa familia u otra, pero la propia resolución de las ecuaciones limita el número de trayectorias a un conjunto determinado de ellas. Según se ha razonado, de acuerdo con el principio de incertidumbre {\displaystyle x(0)}  y {\displaystyle p(0)}  no se pueden conocer exactamente, así que tampoco podrán conocerse {\displaystyle x(t)}  y {\displaystyle p(t)}  en cualquier otro instante con una precisión arbitraria, y la trayectoria que seguirá la partícula no podrá conocerse de manera absolutamente exacta. Este razonamiento es, sin embargo, incorrecto, pues en él subyace la idea de que, pese a que {\displaystyle x(0)}  y {\displaystyle p(0)}  no se pueden conocer exactamente, es posible continuar usando la descripción clásica en virtud de la cual una partícula seguirá una trayectoria definida por la solución general de las ecuaciones de movimiento, introduciendo la noción añadida de que las condiciones iniciales {\displaystyle x(0)}  y {\displaystyle p(0)}  no pueden conocerse al detalle: esto es, no podemos conocer exactamente qué trayectoria va a seguir la partícula, pero estaremos aceptando que, de facto, va a seguir una. 
Esta forma de proceder es, sin embargo, totalmente incorrecta: el principio de incertidumbre conlleva un desvío completo de las concepciones clásicas, haciendo que la noción clásica de trayectoria debe ser desechada: preguntar cuáles son simultáneamente los valores de {\displaystyle x(t)}  y {\displaystyle p(t)}  es un absurdo. Así dicho, podría resultar paradójico que primero se establezca una relación de incertidumbre en términos de posición {\displaystyle x}  y momento lineal {\displaystyle p} , para luego afirmar que {\displaystyle x}  y {\displaystyle p} , que aparecen en dicha relación, no tienen sentido: si no tienen sentido, ¿qué sentido puede tener una relación que las emplee? Ocurre que, en física cuántica, es posible introducir una serie de entidades matemáticas {\displaystyle x}  y {\displaystyle p}  que se correspondan en muchos aspectos con la posición y el momento clásicos. Dichas entidades no son, no obstante, exactamente iguales a la posición y el momento clásicos: el principio de incertidumbre sencillamente indica que si interpretamos esas entidades como posición y momento lineal -y por tanto interpretamos el movimiento de una forma clásica-, entonces existe un límite fundamental en la precisión con que dichas variables pueden ser conocidas; esto es, si intentamos introducir variables clásicas e intentamos interpretar el movimiento  de forma clásica, la precisión con que estas variables pueden ser especificadas está limitada.

## Consecuencias de la relación de indeterminación
Este principio supone un cambio básico en la naturaleza de la física, ya que se pasa de un conocimiento absolutamente preciso (en teoría aunque no en la práctica), al conocimiento basado solo en probabilidades. Aunque debido a la pequeñez de la constante de Planck, en el mundo macroscópico la indeterminación cuántica es casi siempre completamente despreciable, y los resultados de las teorías físicas deterministas, como la teoría de la relatividad, siguen teniendo validez en todos casos prácticos de interés.
Las partículas, en mecánica cuántica, no siguen trayectorias definidas. No es posible conocer exactamente el valor de todas las magnitudes físicas que describen el estado de movimiento de la partícula en ningún momento, sino solo una distribución estadística. Por lo tanto no es posible asignar una trayectoria a una partícula. Sí se puede decir que hay una determinada probabilidad de que la partícula se encuentre en una determinada región del espacio en un momento determinado.
Comúnmente se considera que el carácter probabilístico de la mecánica cuántica invalida el determinismo científico. Sin embargo, existen varias interpretaciones de la mecánica cuántica y no todas llegan a esta conclusión. Según puntualiza Stephen Hawking, la mecánica cuántica es determinista en sí misma, y es posible que la aparente indeterminación se deba a que realmente no existen posiciones y velocidades de partículas, sino solo ondas. Los físicos cuánticos intentarían entonces ajustar las ondas a nuestras ideas preconcebidas de posiciones y velocidades. La inadecuación de estos conceptos sería la causa de la aparente impredecibilidad. Otros fenómenos deducibles o conectados con el principio de indeterminación de Heisenberg son:
- Efecto túnel
- Energía del punto cero
- Existencia de partículas virtuales
- Energía del vacío e inexistencia del vacío absoluto.
- Radiación de Hawking e inestabilidad de agujeros negros

## Enunciado matemático
Si se preparan varias copias idénticas de un sistema en un estado determinado, como puede ser un átomo, las medidas de la posición y de la cantidad de movimiento variarán de acuerdo con una cierta distribución de probabilidad característica del estado cuántico del sistema. Las medidas del objeto observable sufrirán desviación estándar Δx de la posición y el momento Δp. Verifican entonces el principio 
de indeterminación que se expresa matemáticamente como:

{\displaystyle \Delta x\cdot \Delta p\geq {\frac {\hbar }{2}}}

donde la h es la constante de Planck (para simplificar, {\displaystyle {\frac {h}{2\pi }}} suele escribirse como {\displaystyle \hbar } )
El valor conocido de la constante de Planck es:
{\displaystyle h=\,\,6,626\ 0693(11)\times 10^{-34}\ {\mbox{J}}\cdot {\mbox{s}}\,\,=\,\,4,135\ 667\ 43(35)\times 10^{-15}\ {\mbox{eV}}\cdot {\mbox{s}}}
En la física de sistemas clásicos esta indeterminación de la posición-momento no se manifiesta puesto que se aplica a estados cuánticos del átomo y h es extremadamente pequeño. Una de las formas alternativas del principio de indeterminación más conocida es la indeterminación tiempo-energía que puede escribirse como:

{\displaystyle \Delta E\cdot \Delta \tau \geq {\frac {\hbar }{2}}}

Esta forma es la que se utiliza en mecánica cuántica para explorar las consecuencias de la formación de partículas virtuales, utilizadas para estudiar los estados intermedios de una interacción. Esta forma del principio de indeterminación es también la utilizada para estudiar el concepto de energía del vacío.

### Expresión general de la relación de indeterminación
Además de las dos formas anteriores existen otras desigualdades como la que afecta a las componentes Ji del momento angular total de un sistema:

{\displaystyle \Delta J_{i}\Delta J_{j}\geq {\frac {\hbar }{\left|\left\langle J_{k}\right\rangle \right|}}}

Donde i, j, k son distintos y Ji denota la componente del momento angular a lo largo del eje xi.
Más generalmente si en un sistema cuántico existen dos magnitudes físicas a y b representadas por los operadores u observables denotados como {\displaystyle {\hat {A}},{\hat {B}}}, en general no será posible preparar una colección de sistemas todos ellos en el estado {\displaystyle \Psi \;}, donde las desviaciones estándar de las medidas de a y b no satisfagan la condición:

{\displaystyle \Delta _{\Psi }{\hat {A}}\cdot \Delta _{\Psi }{\hat {B}}\geq {\frac {1}{2}}\left|\langle \Psi |[{\hat {A}},{\hat {B}}]|\Psi \rangle \right|}

### Demostración
La expresión general de la relación de indeterminación se deduce de los postulados I y III de la mecánica cuántica. La demostración específica de que existen magnitudes que no pueden conocerse con precisión arbitraria usa también y de manera crítica el postulado VI. Si dos observables {\displaystyle A} y {\displaystyle B}, vienen dados por operadores que no conmutan {\displaystyle [A,B]\neq 0} entonces existirá un límite finito a la precisión con que pueden determinarse ambas magnitudes observables.
Para probar el principio de indeterminación de Heisenberg, supongamos dos observables {\displaystyle A} y {\displaystyle B} cualesquiera y supongamos un estado cuántico {\displaystyle |\psi \rangle } (un elemento de un espacio de Hilbert) tal que los vectores de estado pertenezcan al dominio de definición de ambos observables, es decir, {\displaystyle \{|\psi \rangle ,A|\psi \rangle ,B|\psi \rangle \}\ \subset \ D(A)\cap D(B)}. En esa situación puede demostrarse la forma general del principio de incertidumbre:

(1){\displaystyle \Delta _{\psi }A\cdot \Delta _{\psi }B\geq {\frac {1}{2}}|\langle \psi |[A,B]|\psi \rangle |}

Donde:
{\displaystyle \Delta _{\psi }A=[\langle A^{2}\rangle _{\psi }-\langle A\rangle _{\psi }^{2}]^{1/2}} es la «incertidumbre», medida como desviación estándar del valor de una medida de {\displaystyle A} sobre el estado {\displaystyle |\psi \rangle }.
{\displaystyle \Delta _{\psi }B=[\langle B^{2}\rangle _{\psi }-\langle B\rangle _{\psi }^{2}]^{1/2}} es la «incertidumbre» correspondiente a una medida de {\displaystyle A} sobre el mismo estado {\displaystyle |\psi \rangle }.
{\displaystyle [A,B]=AB-BA\,}, el conmutador de ambos observables.
Para demostrar la relación (1), definimos dos nuevos operadores autoadjuntos a partir de {\displaystyle A} y {\displaystyle B}, mediante las siguientes relaciones:

{\displaystyle {\bar {A}}=A-\langle A\rangle _{\psi },\qquad {\bar {B}}=B-\langle B\rangle _{\psi }}

A partir de ellos se puede construir una función, que necesariamente tomará valores sobre los números reales mediante la relación:

{\displaystyle y(\lambda )=\langle \psi |({\bar {A}}-i\lambda {\bar {B}})({\bar {A}}+i\lambda {\bar {B}})|\psi \rangle =\|({\bar {A}}+i\lambda {\bar {B}})\psi \|^{2}\geq 0}

El hecho de que la función sea real se deriva de resulta ser igual a la norma vectorial del estado {\displaystyle ({\bar {A}}+i\lambda {\bar {B}})\psi } (ya que la norma de un vector es siempre un número real positivo). Ahora desarrollando el producto escalar dentro de la expresión anterior, tenemos:

(2){\displaystyle y(\lambda )=\langle \psi |{\bar {B}}^{2}\psi \rangle \lambda ^{2}+\langle \psi |i[{\bar {A}},{\bar {B}}]\psi \rangle \lambda +\langle \psi |{\bar {A}}^{2}\psi \rangle }

Teniendo en cuenta ahora que:
1. {\displaystyle [{\bar {A}},{\bar {B}}]=[A,B]}
2. {\displaystyle \Delta _{\psi }A^{2}=(\langle \psi |A^{2}\psi \rangle -\langle \psi |A\psi \rangle ^{2})=(\langle A^{2}\rangle _{\psi }-\langle A\rangle _{\psi }^{2})}
3. {\displaystyle \Delta _{\psi }B^{2}=(\langle \psi |B^{2}\psi \rangle -\langle \psi |B\psi \rangle ^{2})=(\langle B^{2}\rangle _{\psi }-\langle B\rangle _{\psi }^{2})}

La ecuación (2) puede ser reescrita como:

(3){\displaystyle y(\lambda )=(\Delta _{\psi }B)^{2}\lambda ^{2}+\langle \psi |i[A,B]\psi \rangle \lambda +(\Delta _{\psi }A)^{2}}

Debido a que {\displaystyle [A,B]} es un operador hermítico, los coeficientes de la función polinómica anterior son reales y, como la expresión anterior es positiva para todo valor de {\displaystyle \lambda }, necesariamente, el discriminante del polinomio cuadrático asociado debe ser negativo (ya que no tendrá raíces reales):

(4){\displaystyle \langle \psi |i[{A},{B}]|\psi \rangle ^{2}-4(\Delta _{\psi }A)^{2}(\Delta _{\psi }B)^{2}\leq 0}

Reordenando y obteniendo raíces cuadradas en la ecuación anterior se obtiene precisamente la ecuación (1). Si se particulariza la ecuación (1) para el momento y la posición, tomando {\displaystyle A=X,\ B=P}, tenemos:

{\displaystyle (\Delta _{\psi }X)(\Delta _{\psi }P)\geq {\frac {1}{2}}|\langle \psi \left|[X,P]\right|\psi \rangle |={\frac {1}{2}}|\langle \psi \left|i\hbar \ \right|\psi \rangle |={\hbar  \over 2}}

## Estimación de la energía de niveles fundamentales
Mediante el principio de incertidumbre es posible estimar la energía del punto cero de algunos sistemas. Para ello supondremos que en tales sistemas el punto cero cumple que la partícula estaría clásicamente en reposo (a nivel cuántico significa que el valor esperado del momento es nulo). Este método del cálculo de energías tan solo da una idea del orden de magnitud del estado fundamental, nunca siendo un método de cálculo del valor exacto (en algún sistema puede resultar que el valor obtenido sea el exacto pero ello no deja de ser más que una simple casualidad).
La interpretación física del método es que debido al principio de incertidumbre, la localización de la partícula tiene un coste energético (el término de la energía cinética), de modo que cuanto más cerca del centro de fuerzas esté la partícula más energía tendrá el sistema debido a las fluctuaciones cuánticas, de modo que en el nivel fundamental el sistema minimizará su energía total.

### Partícula en un potencial coulombiano
A continuación se estimará la energía fundamental de un átomo monoelectrónico.
Por el principio de indeterminación se tiene que:
{\displaystyle \Delta r\cdot \Delta p\geq {\frac {\hbar }{2}}}
Empleando como estimación que para el nivel fundamental se cumple:
{\displaystyle \Delta r\cdot \Delta p\approx \hbar \qquad \Rightarrow \qquad \Delta p\approx {\frac {\hbar }{\Delta r}}}
La energía total es la suma de cinética más potencial. Dado que el valor medio del momento radial es nulo, su valor cuadrático esperado será igual a su desviación y se aproximará el valor esperado del inverso del radio al inverso de su desviación.
{\displaystyle \langle E\rangle =\langle T\rangle +\langle V\rangle =\langle {\frac {p^{2}}{2m_{e}}}\rangle -\langle {\frac {1}{4\pi \epsilon _{0}}}{\frac {Ze^{2}}{r}}\rangle \approx {\frac {\hbar ^{2}}{2m_{e}(\Delta r)^{2}}}-{\frac {1}{4\pi \epsilon _{0}}}{\frac {Ze^{2}}{\Delta r}}}
En el nivel fundamental la energía ha de ser mínima de modo que:
{\displaystyle {\frac {dE}{d\Delta r}}=0\qquad \Rightarrow \qquad \Delta r={\frac {\hbar ^{2}4\pi \epsilon _{0}}{m_{e}Ze^{2}}}=a_{0}}
El valor obtenido es casualmente idéntico al radio de Bohr y sustituyendo en la estimación obtenida para la energía se obtiene:
{\displaystyle E=-{\frac {(Ze^{2})^{2}m_{e}}{2\hbar ^{2}(4\pi \epsilon _{0})^{2}}}=E_{0}}
Casualmente este es exactamente la energía del estado fundamental de un átomo hidrogenoide. El objetivo del método es la estimación del valor, si bien en este ejemplo particular obtenido es idéntico al calculado formalmente.

### Oscilador armónico unidimensional
Empleando como estimación:
{\displaystyle \Delta x\cdot \Delta p\approx \hbar \qquad \Rightarrow \qquad \Delta p\approx {\frac {\hbar }{\Delta x}}}
Tomando que el valor medio de la posición y momento son nulos debido a la simetría del problema se tiene que la energía total es:
{\displaystyle \langle E\rangle =\langle T\rangle +\langle V\rangle \approx {\frac {\hbar ^{2}}{2m(\Delta x)^{2}}}+{\frac {1}{2}}m\omega ^{2}(\Delta x)^{2}}
Minimizando la energía:
{\displaystyle {\frac {dE}{d\Delta x}}=0\qquad \Rightarrow \qquad (\Delta x)^{2}={\frac {\hbar }{m\omega }}}
Sustituyendo el valor en la energía se obtiene:
{\displaystyle E=\hbar \omega =2E_{0}}
Como se puede observar el valor obtenido es el doble del punto cero del oscilador armónico, de modo que aunque el valor obtenido no sea exacto el orden de magnitud sí es el correcto.

### Partícula en un pozo
Sea una partícula que se encuentra confinada en un pozo infinito de anchura 2a. Dado que las únicas posiciones posibles de la partícula se encuentran dentro del pozo se puede estimar que:
{\displaystyle \Delta x\cdot \Delta p\approx \hbar \qquad \Delta x\approx a\qquad \Rightarrow \qquad \Delta p\approx {\frac {\hbar }{a}}}
La energía cinética será por tanto:
{\displaystyle \langle E\rangle ={\frac {\langle p^{2}\rangle }{2m}}\approx {\frac {\hbar ^{2}}{2ma^{2}}}={\frac {4}{\pi ^{2}}}E_{1}}
Como se observa el resultado obtenido difiere en un factor algo superior a 2 del valor real, pero de nuevo el orden de magnitud es el correcto. Este cálculo da una idea de las energías que hay que aportar para confinar una cierta párticula en una región, tal como puede ser un nucleón en el núcleo.